# Nižná Polianka
Nižná Polianka este o comună slovacă, aflată în districtul Bardejov din regiunea Prešov. Localitatea se află la altitudinea de 385 m deasupra n.m., se întinde pe o suprafață de 5,88 km2 și în 2017 număra 230 de locuitori. Se învecinează cu comuna Varadka.

## Istoric
Localitatea Nižná Polianka este atestată documentar din 1515.

## Demografie
| An:                | 1994 | 2004   | 2014   | 2024    |
| ------------------ | ---- | ------ | ------ | ------- |
| Număr de persoane: | 262  | 252    | 246    | 220     |
| Diferență:         |      | −3,81% | −2,38% | −10,56% |

| An:                | 2023 | 2024   |
| ------------------ | ---- | ------ |
| Număr de persoane: | 224  | 220    |
| Diferență:         |      | −1,78% |